# Selaginella feeana
Selaginella feeana là một loài dương xỉ trong họ Selaginellaceae. Loài này được Spring ex Fée mô tả khoa học đầu tiên..
Danh pháp khoa học của loài này chưa được làm sáng tỏ. 